# Romnalda
Romnalda es un género con tres especies de plantas con flores perteneciente a la antigua familia Laxmanniaceae ahora subfamilia Lomandroideae. 
El nombre Romnalda es un anagrama de Lomandra, relacionados con un género más bien común de plantas como juncia. El género Romnalda difiere de Lomandra en que su crecimiento es exclusivamente en las selvas tropicales y en que tienen poco ramificada las inflorescencias y  sin espinas. Las plantas tienen hojas en forma de cintas y crecen hasta un metro de alto a menudo con un tronco y  raíces aéreas que recuerda una miniatura de Pandanus. Las especies de Romnalda se pueden encontrar en Australia y Nueva Guinea.

## Taxonomía
El género fue descrito por Peter Francis Stevens   y publicado en Journal of the Arnold Arboretum 59: 148. 1978.

## Especies
- Romnalda grallata[2]
- Romnalda papuana[3]
- Romnalda strobilacea[4]